# كتاب الجهل العام
كتاب الجهل العام هو الكتاب الأول في سلسلة من الكتب حول المجالات الفكرية المتعلقة بفلسفة تطوير الذكاء في بريطانيا. السلسلة كتبها جون لويد والباحث جون متجسون من خلال المساعدة في نشر فلسفة زيادة (معدل الذكاء) التي تثير فضول الجمهور القراء. تهدف إلى معالجة وتصحيح  شامل لكثير من المفاهيم الخاطئة وتصحيح الكثير من المعلومات الشائعة الغير دقيقة. يتكون الكتاب من جزئين وهي جزء من سلسلة.وهو يتحدث عن امور تعتبر من المعلومات العامه البسيطه عند اغلبنا ولكن نجهل الاجوبة الصحيحه لها.